# Zerrissene Umarmungen
Zerrissene Umarmungen (Originaltitel: Los abrazos rotos) ist ein Spielfilm des spanischen Regisseurs Pedro Almodóvar aus dem Jahr 2009. Der Film lief im selben Jahr bei den Internationalen Filmfestspielen von Cannes im Wettbewerb um den Hauptpreis, die Goldene Palme, und war 2010 in der Kategorie Bester nicht englischsprachiger Film für den Golden Globe nominiert. Er kam am 18. März 2009 in die spanischen Kinos, der deutsche Kinostart war am 6. August 2009.

## Handlung
Die Nachricht vom Tod des Millionärs Ernesto Martel lässt bei dem blinden Drehbuchautor und früheren Filmregisseur Harry Caine die Erinnerung an die Vergangenheit wieder aufleben. Als der junge Dokumentarfilmer Ray-X auftaucht und mit Harrys Hilfe einen Film drehen möchte, reagiert dieser abweisend. Seine ihn pflegende Ex-Freundin und Agentin Judit lehnt das gut dotierte Angebot ab, als sich herausstellt, dass es sich bei dem jungen Mann um Ernesto Martels Sohn handelt. Als Harrys Ziehsohn Diego nach einem versehentlich eingenommenen Drogencocktail im Krankenhaus landet, beschließt Caine, sich den dunklen Geheimnissen seiner Vergangenheit zu stellen.
Erzählt wird in langen Rückblenden die Geschichte der jungen Lena Rivero. Um Geld für die Behandlung ihres krebskranken Vaters zu beschaffen, versucht sie zunächst, wie bereits früher schon gelegentlich, sich als Callgirl zu verdingen. Der Versuch schlägt fehl, weil ihr chronisch eifersüchtiger Chef, der Millionär Martel, ihre Schritte überwacht und sich als erster Kunde bei ihr meldet. Lena wird auf sein Drängen hin schließlich seine Geliebte und er übernimmt im Gegenzug die Behandlungskosten. Später kann sie Martel davon überzeugen, ihren sehnlichsten Wunsch zu erfüllen und ihr eine Karriere als Schauspielerin zu ermöglichen. Lena wird für die Hauptrolle des Films Frauen und Koffer besetzt, bei dem Harry Caine – noch unter seinem eigentlichen Namen Mateo Blanco – Regie führt. Ernesto Martel produziert den Film und lässt Lena von seinem gehemmten schwulen Sohn (unter dem Vorwand, einen Dokumentarfilm über die Dreharbeiten zu drehen) während der Dreharbeiten mit einer Videokamera überwachen. Und tatsächlich beginnen Lena und Mateo alsbald eine leidenschaftliche Affäre.
Nachdem Lena Martel damit konfrontiert, ihn zu verlassen, stößt er sie die Treppe hinunter. Sie verletzt sich dabei schwer, verspricht aber, über den Vorgang Stillschweigen zu bewahren unter der Bedingung, dass der Film zu Ende gedreht wird. Bald darauf kommt es erneut zu einer gewalttätigen Auseinandersetzung zwischen Lena und Martel. Nach ihrer Genesung verlässt sie ihn endgültig und flieht mit Mateo nach Lanzarote. Um sich an dem Liebespaar zu rächen, lässt Martel eigenmächtig die Premiere des Films Frauen und Koffer ansetzen, mit dem Ergebnis, dass der Film von der Kritik verrissen wird. Der Versuch der beiden Verliebten, ein neues Leben zu beginnen, endet jäh in einem Autounfall, bei dem Lena stirbt und Mateo sein Augenlicht verliert.
Die ewig eifersüchtige Judit gesteht am Ende, dass sie sich von Martel damals hat kaufen lassen, um eine Schnittfassung von Frauen und Koffer zu veröffentlichen, die nur aus den schlechtesten Einstellungen zusammengestellt wurde. Ihrem Sohn Diego eröffnet sie außerdem, dass Harry sein Vater ist. Schließlich erkennt Harry Caine mit Hilfe der damals gedrehten Dokumentation von Ernesto Martel Junior, dass der Unfall tatsächlich nur ein tragisches Ereignis war, bei dem Martel seine Finger nicht im Spiel hatte. Um mit der Vergangenheit abzuschließen, nimmt er seinen richtigen Namen wieder an und beginnt nun damit, nachträglich einen autorisierten Director’s Cut von Frauen und Koffer zu erstellen und Lena auf diese Weise zu rehabilitieren.

## Kritik
„Melodram, Film Noir und Komödie, all die Genres, die Pedro Almodóvar liebt und mit Bezügen zu Klassikern unverwechselbar zu seinen eigenen gemacht hat, mischen sich hier stilsicher zu einem Film über Doppelgänger, Macht und Leidenschaft. Und obwohl es noch eine Menge weiterer Verwicklungen in der Gegenwart wie in der Rückblende gibt, verwirren sich die Dinge nur so weit, dass wir nicht den Überblick verlieren. Und doch fehlt dem Film in all seiner Schönheit, seinem Witz und seinem Melo etwas, das man eine Seele nennen kann, etwas, das seinen Bezug nicht nur im Kino hat.“

„So kompliziert die Story auf dem Papier daherkommt, so ungeheuer leichthändig entwickelt sie sich auf der Leinwand. Im eleganten Wechsel der Zeitschienen entfaltet sich ein Panorama von Liebesverstrickungen, Verzweiflung und Verrat, Schuld und Glück: ein zartes Perpetuum mobile, das keine seiner Figuren je denunziert, so tragikomisch die Situationen auch immer wieder sein mögen. Und alle falschen Fährten, auf die Pedro Almodóvar seine Zuschauer beim sanften Taumel durch Genres auch schicken mag, verwischt er mit berückendster Entspanntheit – getreu seinem Alter ego Mateo, dem er hintersinnig das Schlusswort gewährt: ‚Filme muss man zu Ende führen, auch blind.‘“

## Einflüsse
Alice Munros Sammlung Hateship, Friendship, Courtship, Loveship, Marriage (2001) bildet die Hintergrundinspiration für diesen Film.

## Auszeichnungen
Filmkomponist Alberto Iglesias gewann 2009 für die Filmmusik von Zerrissene Umarmungen den Europäischen Filmpreis. Der Film war ferner in den Kategorien Beste Regie, Beste Darstellerin (Cruz) und Europäischer Publikumspreis nominiert. Außerdem erhielt er den US-Kritikerpreis für den besten ausländischen Film. Zuletzt wurde der Film 2010 für den Golden Globe als Bester fremdsprachiger Film nominiert.

## Hörfilm
Für Fernsehausstrahlungen sowie die DVD-Veröffentlichung erstellte die Deutsche Hörfilm gGmbH 2009 eine Audiodeskription des Films, die 2010 für den deutschen Hörfilmpreis nominiert wurde. Die Bildbeschreibungen werden von Uta Maria Torp gesprochen.